# Déclaration d'indépendance de l'État d'Israël

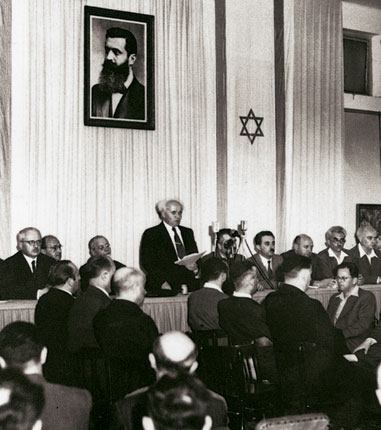
Lecture de la déclaration d'indépendance par David Ben Gourion, sous le portrait de Theodor Herzl.

La déclaration d'indépendance de l'État d'Israël, officiellement la Déclaration d'établissement de l'État d'Israël (en hébreu : הכרזה על הקמת מדינת ישראל), a lieu le 14 mai 1948, dernier jour du mandat britannique sur la Palestine dans le hall du Musée d'art de Tel Aviv. C'est l'annonce officielle de la naissance d'un État juif en Terre d'Israël.
Elle est prononcée par David Ben Gourion, président de l'Agence juive et du Yishouv, qui devient le premier Premier ministre du pays.
La déclaration fait suite au plan de partage de la Palestine voté à l'ONU le 29 novembre 1947. La déclaration d'indépendance de l'État d'Israël est l'aboutissement du projet sioniste 50 ans après sa lancée.

## Importance juridique, nationale et religieuse
En l'absence de constitution ou de traité intégrant Israël à une union d'États, cette déclaration est actuellement au sommet de la hiérarchie des normes israéliennes.
L'événement est célébré chaque année par la fête nationale israélienne Yom Ha'atzmaout (hébreu : יום העצמאות, c'est-à-dire « journée de l'Indépendance ») le 5 Iyar selon le calendrier hébraïque. Il est aussi célébré en diaspora dans de nombreuses communautés juives, en France au moins depuis 1963.

## Déroulement

### Préparatifs
À l'approche de la fin du mandat britannique, le Conseil général sioniste établit un Conseil national de 37 membres représentant tous les partis et factions de la carte politique qui, sous la houlette de Ben Gourion, se met à agir en tant que parlement provisoire. Le 12 mai 1948, au terme d'une séance-marathon de 11 heures, le Conseil national décide que l'indépendance serait proclamée deux jours plus tard. 
La décision de proclamer l'indépendance le vendredi 14 mai (5 Iyar 5758 du calendrier hébraïque) à 16 heures, soit huit heures avant le terme officiel du mandat britannique et pour ne pas profaner le chabbat est prise à l'unanimité.
Le projet final de la déclaration est préparé dans les locaux du Fonds national juif (FNJ) après son approbation plus tôt dans la journée. 
Le texte subit de nombreuses refontes :
- Première ébauche[2] :
  - Zvi Berenson.
- Deuxième ébauche[2] :
  - A. Beham ;
  - A. Hintzheimer ;
  - Z.E. Baker.
- Troisième ébauche[2] :
  - Moshe Shertok ;
  - David Remez ;
  - Felix Rosenblueth ;
  - Moshe Shmuel Shapiro ;
  - Aharon Tzizling.
- Quatrième ébauche[2] :
  - David Ben Gourion ;
  - Moshe Shertok ;
  - Aharon Tzizling ;
  - Yehuda Leib Maimon.

Le texte final est ensuite revu largement par Ben Gourion puis est discuté lors de la dernière réunion du Conseil national, le vendredi 14 mai en début d'après-midi. 

### Lieu

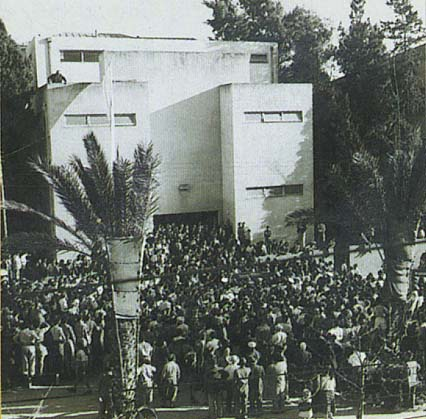
La foule devant le musée de Tel-Aviv lors de la déclaration d'indépendance.

Il est décidé que la cérémonie de proclamation de l'État se déroulerait dans la galerie principale du musée de Tel-Aviv, devenue à présent un mémorial de cet évènement, connu sous le nom de Independence Hall.
En fait, la « Maison Dizengoff » ou « Maison de l'Indépendance » est le surnom de la maison sise au numéro 16 sur le boulevard Rothschild dans la ville de Tel Aviv, où vivaient le premier maire de Tel Aviv, Meir Dizengoff, et son épouse Tina, l'une des premières maisons de la ville, et c'est dans celle-ci que David Ben Gourion déclare la création de l'État d'Israël, lorsque le bâtiment servait de premier musée de Tel-Aviv, avant de déménager à son emplacement actuel dans le nouveau musée des beaux-arts de Tel Aviv. 
Le lieu et l'horaire de la cérémonie ne sont pas largement médiatisés car on craint que les autorités britanniques ne tentent d'empêcher la cérémonie, ou que les armées arabes n'envahissent le pays plus tôt que prévu. Les invitations sont envoyées par messagers le matin du 14 mai, indiquant aux destinataires d'arriver à 15h30 et de garder l'événement secret. 

### Israël comme nom
Ben Gourion propose que le nom du futur état soit « Israël » (et non pas « Sion » ou « Judée » ou « Terre des Hébreux (« Ever », du nom Eber) » ; «  Ziona », « Ivriya » et « Herzliya » sont également suggérés) et la décision est adoptée à 6 voix contre 3. 
Des documents officiels publiés en avril 2013 par les Archives de l'État d'Israël montrent que quelques jours avant la fondation de l'État d'Israël en mai 1948, les responsables discutent encore de ce que le nouveau pays puisse être appelé en arabe « Palestine » (فلسطين Filastin), « Sion » (صهيون Sayoun) ou « Israël » (إسرائيل Eesra'il). 
Deux hypothèses sont émises : « Qu'un État arabe devait être établi à côté de l'État juif, conformément à la résolution de partage de l'ONU de l'année précédente (29 novembre 1947), et que l'État juif inclurait une importante minorité arabe dont les sentiments devaient être pris en compte ». Finalement, les responsables rejettent le nom « Palestine » car ils pensent alors que ce serait celui du nouvel État arabe et que cela pourrait prêter à confusion. Ils optent donc pour l’option la plus simple : « Israël »

### Signataires
- David Ben Gourion ;
- Daniel Auster ;
- Yitzhak Ben-Zvi ;
- Mordechai Bentov ;
- Eliyahu Berligne ;
- Fritz Bernstein ;
- Rachel Cohen-Kagan ;
- Eliyahu Dobkin ;
- Yehuda Leib Fishman ;
- Wolf Gold ;
- Meir Argov ;
- Avraham Granot ;
- Yitzhak Gruenbaum ;
- Kalman Kahana ;
- Eliezer Kaplan ;
- Avraham Katznelson ;
- Saadia Kobashi ;
- Moshe Kolodny ;
- Yitzhak-Meir Levin ;
- Meir David Loewenstein ;
- Zvi Lurie ;
- Golda Meyerson ;
- Nahum Nir ;
- David-Zvi Pinkas ;
- Felix Rosenblueth ;
- David Remez ;
- Berl Repetur ;
- Zvi Segal ;
- Mordechai Shatner ;
- Ben-Zion Sternberg ;
- Bechor-Shalom Sheetrit ;
- Haim-Moshe Shapira ;
- Moshe Shertok ;
- Herzl Rosenblum ;
- Aharon Tzizling ;
- Meir Vilner ;
- Zerach Warhaftig.

Parmi les trente-huit signataires, deux sont des femmes : Golda Meir (Meyerson/Myerson) et Rachel Cohen Kagan. 
Chaim Weizmann, malgré son rôle majeur dans la déclaration Balfour de 1917 et la fondation d'Israël, ne figure pas parmi les signataires de la déclaration d'indépendance. Bloqué à New York le 14 mai, il ne peut être présent pour la signature. Sa demande de la signer a posteriori lui sera refusée par David Ben Gourion, ce qui blessa Weizmann,.

### Cérémonie
À 16 heures, Ben Gourion ouvre la cérémonie en frappant son marteau sur la table et les 250 personnes présentes chantent spontanément la Hatikvah, qui va bientôt devenir l'hymne national d'Israël. 
Sur le mur derrière le podium, se trouve accroché un portrait de Theodor Herzl , fondateur du sionisme moderne, et deux drapeaux, de ce qui deviendra plus tard le drapeau officiel d'Israël. 
La cérémonie se réduit principalement à une brève introduction, à la lecture du texte par David Ben Gourion, à sa signature et à l'invitation de Ben Gourion au rabbin Fishman à réciter la bénédiction Shehehiyanou, en conclusion, alors que tout le monde se lève après avoir accepté les termes du «  parchemin de la fondation de l'État juif ». 
Après que Sharett, le dernier des signataires, eut apposé son nom sur le papier, le public se leva à nouveau et l'Orchestre philharmonique d'Israël joua l'hymne national. Ben Gourion conclut l'événement par ces mots : « L’État d’Israël est établi ! Cette réunion est levée ! ».
La cérémonie ne dure que 32 minutes et est diffusée en direct comme première émission sur la nouvelle station de radio Kol Israel,. Elle suscite des manifestations de joie dans les rues de Tel-Aviv.

## Contenu
La Déclaration d’indépendance comprend cinq parties :
1. Droit national du peuple d'Israël - Aperçu historique du droit du peuple juif à la Terre d'Israël et du chemin qui a conduit à la déclaration de l'État. Établissement des bases historiques, morales et juridiques de la création de l’État.
2. Proclamation de la création de l’État d’Israël.
3. Principes du nouvel État.
4. Déclaration aux nations du monde - Contact des diverses parties et déclaration de ses intentions.
5. Signatures.

Une copie du rouleau est actuellement exposée à la Knesset mais le rouleau original n'est pas exposé au grand public. Il est conservé dans un coffre spécial aux Archives d'État de Jérusalem et seuls quelques personnes y ont accès.

## Analyse
Pour le sociologue Alain Dieckhoff, si le régime politique d'Israël n'est pas défini dans cette déclaration, son caractère juif y est affirmé et « les grands principes constitutifs d'un état de droit y figurent bien explicitement : « justice et paix », liberté de conscience, de culte, d'éducation et de culture, une citoyenneté égale et complète et surtout « une complète égalité de droits sociaux et politiques à tous les citoyens sans distinction de croyance, de race et de sexe » ».
Le même Dieckhoff explique aussi que cette déclaration est l'aboutissement d'un compromis entre les différentes composantes du mouvement sioniste. Ainsi, l'appellation « État d'Israël » évite de parler de « République d'Israël » que refusaient les sionistes religieux. La création de cet État est justifiée par le lien insécable entre le peuple juif et sa terre, par le principe de l'autodétermination, par le volontarisme des pionniers qui ont ressuscité la langue hébraïque, construit des villes et des villages, par la Shoah, et par les principes du droit international (déclaration Balfour et plan de partage de la Palestine voté par l'ONU). Enfin, le « rocher d'Israël » évoqué en conclusion est compris comme le peuple juif par les agnostiques et comme Dieu par les religieux.

## Conséquences et réactions
Quelques minutes après minuit, les États-Unis reconnaissent l’État d’Israël. Viennent ensuite l'Iran du Shah Mohammad Reza Pahlavi — qui avait pourtant voté contre le plan de partage de l'ONU —, le Guatemala, l'Islande, le Nicaragua, la Roumanie et l'Uruguay. L'URSS est la première nation à reconnaître pleinement Israël de jure le 17 mai 1948, suivie par la Pologne, la Tchécoslovaquie, la Yougoslavie, l'Irlande et l'Afrique du Sud. 
La Déclaration de l'établissement de l'État d'Israël est publiée sous ce nom en première page dans le journal officiel du 14 mai 1948.
Ben Gourion occupe le poste de Premier ministre, officieusement à partir du 17 mai 1948 ou officiellement du 25 février 1949, lorsque son parti, le Mapaï (travailliste), remporte une majorité de sièges à la Knesset, lors des premières élections nationales, tenues le 14 février 1949.
En vertu de la résolution 273 (III) de l'Assemblée générale, Israël est admis comme membre des Nations Unies, le 11 mai 1949. 
Ainsi qu'il était redouté, dans les jours qui suivent la Déclaration d'indépendance d'Israël, les armées d'Égypte, de Transjordanie, d'Irak et de Syrie engagent les troupes israéliennes dans la zone de ce qui venait de cesser d'être la Palestine mandataire, déclenchant ainsi la guerre israélo-arabe de 1948 - dont Israël sortira vainqueur -, première guerre du conflit israélo-arabe.

## Dans la culture
Le film américain L'Ombre d'un géant (Cast a Giant Shadow), réalisé par Melville Shavelson en 1966, présente une reconstitution de la Déclaration d'indépendance d'Israël. 